# Gary Havelock
Gary Havelock, właśc. Robert Gary Havelock (ur. 4 listopada 1968 w Eaglescliffe) – brytyjski żużlowiec.

## Życiorys

### Kariera sportowa
Pierwszy występ w meczu żużlowym II ligi brytyjskiej (National League) zanotował w roku 1985, w barwach klubu z Middlesbrough. Rok później przeniósł się do Bradford i zaczął występować w I lidze (British League). W tym samym roku zdobył w Stoke tytuł mistrza Wielkiej Brytanii juniorów, natomiast rok później zdobył złoty medal na rozegranych w Zielonej Górze indywidualnych mistrzostwach Europy juniorów.
Pod koniec 1988 roku wykryto w jego organizmie niedozwoloną substancję (marihuanę), w wyniku czego został na początku 1989 roku zawieszony na cały sezon.
W pierwszej połowie lat 90. należał do ścisłej światowej czołówki. W 1991 i 1992 roku dwukrotnie wywalczył tytuł mistrza Wielkiej Brytanii. Również w roku 1992 osiągnął największy sukces w karierze, zwyciężając we Wrocławiu w finale indywidualnych mistrzostw świata. Jako jedyny mistrza świata pokonał wówczas Sławomir Drabik. W 1993 zajął I miejsce w memoriale Edwarda Jancarza w Gorzowie Wielkopolskim oraz zdobył brązowy medal w mistrzostwach Wielkiej Brytanii.
Od roku 1992 występuje w polskich ligach żużlowych. Reprezentował kluby Stali Gorzów Wlkp. (1992, 1996), Włókniarza Częstochowa (1998), Stali Rzeszów (2000), Polonii Piła (2001, 2002, 2003), Speedway Miszkolc (2006) i Wybrzeża Gdańsk (2007). W swoim dorobku posiada jeden srebrny medal Drużynowych Mistrzostw Polski, zdobyty
w 1992 roku z zespołem z Gorzowa Wielkopolskiego.
Podczas meczu otwierającego sezon 2012 (22 marca, przeciwko Edinburgh Monarchs) 43-letni Havelock uległ wypadkowi, w wyniku którego doznał niedowładu lewego ramienia. Mimo starań lekarzy nie odzyskał sprawności i w lutym 2013 ogłosił zakończenie kariery. Niedługo po tym objął funkcję menedżera Coventry Bees.

### Życie prywatne
Syn Briana Havelocka, również żużlowca.

## Przynależność klubowa
Wielka Brytania
- Middlesbrough Tigers (1985–1986)
- Bradford Dukes (1986–1988)
- Bradford Dukes (1990–1997)
- Eastbourne Eagles (1998)
- Poole Pirates (1998–2002)
- Peterborough Panthers (2003–2004)
- Arena Essex Hammers (2005)
- Redcar Bears (2006–2012)
- Poole Pirates (2010)

Polska
- Stal Gorzów Wlkp. (1992)
- Stal Gorzów Wlkp. (1996)
- Włókniarz Częstochowa (1998)
- Stal Rzeszów (2000)
- Polonia Piła (2001–2003)
- Speedway Miszkolc (2006)
- Wybrzeże Gdańsk (2007)

Szwecja
- Indianerna Kumla (1994–1995)
- Filbyterna Linköping (1999)
- Masarna Avesta (2000–2005)
- Bajen Sztokholm (2006)

Włochy
- MC Lonigo (2003)

Rosja
- Mega-Łada Togliatti (2006)

## Starty w Grand Prix
| Sezon | Numer | 1      | 2      | 3     | 4     | 5     | 6      | Msc. | Pkt. |
| ----- | ----- | ------ | ------ | ----- | ----- | ----- | ------ | ---- | ---- |
| 1995  | 15    | POL 13 | AUT 7  | DEU 4 | SWE 6 | DNK 2 | GBR 13 | 15   | 45   |
| 1996  | 14    | POL 13 | ITA 14 | DEU   | SWE   | GBR   | DNK    | 16   | 27   |

| Statystyki        | Statystyki |
| ----------------- | ---------- |
| Starty            | 8          |
| Zwycięstwa        | 0          |
| Miejsca na podium | 0          |
| Finalista         | 0          |
| Punkty            | 72         |

## Osiągnięcia
Indywidualne Mistrzostwa Świata
- 1992 –  Wrocław – 1. miejsce – 14 pkt → wyniki
- 1993 –  Pocking – 6. miejsce – 10 pkt → wyniki
- 1995 – 6 rund – 13. miejsce – 45 pkt → wyniki
- 1996 – 6 rund – 16. miejsce – 27 pkt → wyniki

Indywidualne Mistrzostwa Świata Juniorów
- 1987 –  Zielona Góra – 1. miejsce – 13 pkt → wyniki

Drużynowe Mistrzostwa Świata
- 1988 –  Long Beach – 4. miejsce – 8 pkt → wyniki
- 1990 –  Pardubice – 2. miejsce – 5 pkt → wyniki
- 1991 –  Vojens – 4. miejsce – 3 pkt → wyniki
- 1992 –  Kumla – 3. miejsce – 7 pkt → wyniki
- 1993 –  Coventry – 4. miejsce – 4 pkt → wyniki
- 1994 –  Brokstedt – 7. miejsce – 3 pkt → wyniki

Drużynowy Puchar Świata
- 2001 – Zawody finałowe odbywały się w  Polsce – 6. miejsce → wyniki
- 2002 – Zawody finałowe odbywały się w  Wielkiej Brytanii – 7. miejsce → wyniki
- 2003 – Zawody finałowe odbywały się w  Danii – 5. miejsce → wyniki
- 2004 – Zawody finałowe odbywały się w  Wielkiej Brytanii – 2. miejsce → wyniki

Mistrzostwa Świata Par
- 1992 –  Lonigo – 23. miejsce – 15+2 pkt → wyniki
- 1993 –  Vojens – 4. miejsce – 1 pkt → wyniki

Indywidualne Mistrzostwa Wielkiej Brytanii
- 1987 – Coventry – 12. miejsce – 6 pkt → wyniki
- 1988 – Coventry – 16. miejsce – 0 pkt → wyniki
- 1990 – Coventry – 4. miejsce – 10 pkt → wyniki
- 1991 – Coventry – 1. miejsce – 15 pkt → wyniki
- 1992 – Coventry – 1. miejsce – 13+3 pkt → wyniki
- 1993 – Coventry – 3. miejsce – 13+2 pkt → wyniki
- 1994 – Coventry – 4. miejsce – 11+1 pkt → wyniki
- 1995 – Coventry – 4. miejsce – 11 pkt → wyniki
- 1996 – Coventry – 6. miejsce – 9+2 pkt → wyniki
- 1997 – Coventry – 6. miejsce – 10 pkt → wyniki
- 1998 – Coventry – 5. miejsce – 10 pkt → wyniki
- 1993 – Coventry – 4. miejsce – 1 pkt → wyniki
- 2000 – Coventry – 12. miejsce – 5 pkt → wyniki
- 2001 – Coventry – 6. miejsce – 9 pkt → wyniki
- 2004 – Oxford – 14. miejsce – 3 pkt → wyniki
- 2005 – Oxford – 11. miejsce – 6 pkt → wyniki
- 2007 – Wolverhampton – 12. miejsce – 4 pkt → wyniki

Młodzieżowe Indywidualne Mistrzostwa Wielkiej Brytanii
- 1985 – Canterbury – 6. miejsce – 9 pkt → wyniki
- 1986 – Stoke-on-Trent – 1. miejsce – 15 pkt → wyniki

## Inne ważniejsze turnieje
Memoriał Edwarda Jancarza w Gorzowie Wielkopolskim
- 1993 – 1. miejsce – 12 pkt → wyniki